# Skałowrony
Skałowrony (Corcoracidae) – rodzina ptaków z podrzędu śpiewających (Oscines) w obrębie rzędu wróblowych (Passeriformes). 

## Zasięg występowania
Rodzina obejmuje gatunki występujące endemicznie w  Australii. 

## Charakterystyka
Długość ciała 29–50 cm; masa ciała 110–425 g. Są społeczne.

## Systematyka
Do rodziny należą dwa rodzaje z dwoma gatunkami:
- Corcorax Lesson, 1831 – jedynym przedstawicielem jest Corcorax melanorhamphos (Vieillot, 1817) – skałowron
- Struthidea Gould, 1837 – jedynym przedstawicielem jest Struthidea cinerea Gould, 1837 – apostoł